# RAW (Hopsin)
Raw (reso graficamente RAW) è il secondo album in studio del rapper Hopsin, pubblicato nel 2010 dalla Funk Volume. 

## Descrizione
Dopo la brutta esperienza passata nella Ruthless Records Hopsin fonda la propria etichetta, la Funk Volume e fa uscire per la stessa questo secondo album. Ad aprile 2012 l'album ha venduto in America, 1 milione di copie. L'album è autoprodotto dallo stesso Hopsin. In un'intervista Hopsin ha dichiarato che la canzone Kill Her è stata ispirata da Tomica Wright, moglie del defunto rapper Eazy-E ed ora presidente della Ruthless Records.

## Tracce
1. Hot 16's – 4:01
2. Sag My Pants – 3:39
3. You Are My Enemy – 4:15
4. Trampoline – 3:50
5. I'm Not Introducing You – 5:20
6. I Can't Decide – 4:52
7. I Am RAW (Feat. SwizZz) – 4:09
8. Nocturnal Rainbows – 5:09
9. How You Like Me Now (Feat. SwizZz) – 4:47
10. Heather Nicole – 4:35
11. Kill Her – 3:40
12. I'm Not Crazy (Feat. SwizZz & Cryptic Wisdom) – 3:49
13. Where Will I Go – 4:33
14. Baby's Daddy – 3:59
15. Blood Energy Potion – 3:25
16. Pillow Man – 5:17